# Copa Interclubes de la Uncaf 1999
La Copa Interclubes 1999 fue la vigésimo quinta edición de la Copa Interclubes de la Uncaf, torneo de fútbol más importante a nivel de clubes de Centroamérica organizado por la Uncaf y que contó con la participación de 11 equipos de la región, 3 equipos más que en la edición anterior, incluyendo por primera vez a equipos de Nicaragua y Belice.
El CD Olimpia de Honduras fue el campeón del torneo después de ser el equipo que acumuló más puntos durante la fase final del torneo disputada en Honduras para ganar el título por segunda ocasión, mientras que el Deportivo Saprissa, campeón de la edición anterior, ocupó el tercer lugar del torneo.

## Participantes
| - Juventus - Acros - Alajuelense - Saprissa | - FAS - Luis Ángel Firpo - Aurora - Comunicaciones | - Motagua - Olimpia - Walter Ferretti |

## Grupo A

### Resultados
| 17 de febrero de 1999 | Luis Ángel Firpo        | 2:2 (1:1) | Saprissa                                 | Estadio Sergio Torres, Usulután |  |
|                       | Celio Rodríguez 27' 70' |           | Wálter Centeno 16' · Marcelo Saraiva 59' |                                 |  |

| 21 de febrero de 1999 | Juventus Orange Walk | 0:0 | Motagua | Orange Walk People's Stadium, Orange Walk Town |  |

| 24 de febrero de 1999 | Comunicaciones                           | 2:0 (1:0) | Juventus Orange Walk | Estadio Mateo Flores, Ciudad de Guatemala |  |
|                       | Edwin Westphal 35' · Rigoberto Gómez 60' |           |                      |                                           |  |

| 24 de febrero de 1999 | Motagua                                    | 2:1 (2:1) | Luis Ángel Firpo   | Estadio Nacional de Tegucigalpa, Tegucigalpa |  |
|                       | Milton Reyes 16' · Reynaldo Clavasquín 18' |           | Celio Rodríguez 4' |                                              |  |

| 3 de marzo de 1999 | Luis Ángel Firpo    | 1:1 (1:1) | Comunicaciones      | Estadio Sergio Torres, Usulután |  |
|                    | Celio Rodríguez 26' |           | Rolando Fonseca 19' |                                 |  |

| 3 de marzo de 1999 | Motagua              | 1:1 (1:0) | Saprissa                   | Estadio Nacional de Tegucigalpa, Tegucigalpa |  |
|                    | Francisco Ramírez 6' |           | Marcelo Saraiva 71' (pen.) |                                              |  |

| 7 de abril de 1999 | Luis Ángel Firpo | 2:0 | Juventus Orange Walk | Estadio Sergio Torres, Usulután |  |

| 7 de abril de 1999 | Saprissa                   | 1:1 (0:0) | Comunicaciones    | Estadio Ricardo Saprissa Aymá, San José |  |
|                    | Marcelo Saraiva 69' (pen.) |           | Miguel Acosta 76' |                                         |  |

| 19 de mayo de 1999 | Comunicaciones | 0:0 | Motagua | Estadio Mateo Flores, Ciudad de Guatemala |  |

| 23 de mayo de 1999 | Juventus Orange Walk | 0:2 (0:1) | Saprissa                               | MCC Grounds, Ciudad de Belice |  |
|                    |                      |           | Jeaustin Campos 20' · Steven Bryce 61' |                               |  |

| 18 de julio de 1999 | Motagua                 | 1:1 (1:0) | Juventus Orange Walk | Estadio Nacional de Tegucigalpa, Tegucigalpa |  |
|                     | Reynaldo Clavasquín 14' |           | Rudolph Flowers 61'  |                                              |  |

| 21 de julio de 1999 | Saprissa                           | 2:0 | Luis Ángel Firpo | Estadio Ricardo Saprissa Aymá, San José |  |
|                     | Gerald Drummond · Gustavo Martínez |     |                  |                                         |  |

| 25 de julio de 1999 | Luis Ángel Firpo    | 1:0 (0:0) | Motagua | Estadio Sergio Torres, Usulután |  |
|                     | Celio Rodríguez 60' |           |         |                                 |  |

| 25 de julio de 1999 | Juventus Orange Walk | 1:4 | Comunicaciones              | Estadio Norman Broaster, San Belice |  |
|                     | Desconocido          |     | Julio Rodas · Desconocido/s |                                     |  |

| 1 de agosto de 1999 | Saprissa                                 | 2:0 (1:0) | Motagua | Estadio Ricardo Saprissa Aymá, San José |  |
|                     | Wálter Centeno 31' · Esteban Santana 62' |           |         |                                         |  |

| 1 de agosto de 1999 | Comunicaciones                 | 3:0 | Luis Ángel Firpo | Estadio Mateo Flores, Ciudad de Guatemala |  |
|                     | Allan Oviedo · Ronald González |     |                  |                                           |  |

| 8 de agosto de 1999 | Comunicaciones | 1:0 | Saprissa | Estadio Mateo Flores, Ciudad de Guatemala |  |
|                     | Allan Oviedo   |     |          |                                           |  |

| 15 de agosto de 1999                                                             | Juventus Orange Walk | - | Luis Ángel Firpo | MCC Grounds, Ciudad de Belice |  |
| Luis Ángel Firpo no se presentó y se le dio la victoria al Juventus Orange Walk. |                      |   |                  |                               |  |

| 1999                                                                   | Deportivo Saprissa | - | Juventus Orange Walk | Estadio Ricardo Saprissa Aymá, San José |  |
| El partido no se jugó porque Juventus Orange Walk ya estaba eliminado. |                    |   |                      |                                         |  |

| 1999                                                      | Motagua | - | Comunicaciones | Estadio Nacional de Tegucigalpa, Tegucigalpa |  |
| El partido no se jugó porque Motagua ya estaba eliminada. |         |   |                |                                              |  |

### Clasificación
| Equipo           | PJ | PG | PE | PP | GF | GC | Dif. | Pts. |
| ---------------- | -- | -- | -- | -- | -- | -- | ---- | ---- |
| Comunicaciones   | 7  | 4  | 3  | 0  | 12 | 3  | +9   | 15   |
| Saprissa         | 7  | 3  | 3  | 1  | 10 | 5  | +5   | 12   |
| Luis Ángel Firpo | 7  | 2  | 2  | 3  | 7  | 10 | -3   | 8    |
| Motagua          | 7  | 1  | 4  | 2  | 4  | 6  | -2   | 7    |
| Juventus         | 7  | 1  | 2  | 4  | 5  | 11 | -6   | 5    |

## Grupo B

### Resultados
| 17 de febrero de 1999 | Alajuelense                                                               | 6:1 (4:0) | Aurora            | Estadio Alejandro Morera Soto, Alajuela |  |
|                       | Johnny Cubero 12', 23', 35', 50' · David Diach 40' · Geovanny Hidalgo 53' |           | Danny Aguilar 87' |                                         |  |

| 17 de febrero de 1999 | FAS | 0:1 (0:0) | Olimpia            | Estadio Óscar Quiteño, Santa Ana |  |
|                       |     |           | Denilson Costa 68' |                                  |  |

| 21 de febrero de 1999 | Walter Ferretti  | 1:0 (1:0) | Acros | Estadio Dennis Martínez, Managua |  |
|                       | Henry Urbina 14' |           |       |                                  |  |

| 24 de febrero de 1999 | Olimpia | 0:0 | Aurora | Estadio Nacional de Tegucigalpa, Tegucigalpa |  |

| 28 de febrero de 1999 | Acros              | 1:2 (1:1) | Alajuelense                                | MCC Grounds, Ciudad de Belice |  |
|                       | David McCauley 45' |           | Luis José Herra 23' · Alexánder Castro 71' |                               |  |

| 28 de febrero de 1999 | Walter Ferretti                                      | 2:1 (0:1) | FAS                | Estadio Dennis Martínez, Managua |  |
|                       | José María Bermúdez 71' (pen.) · Armando Astorga 84' |           | Miguel Mariano 35' |                                  |  |

| 3 de marzo de 1999 | Alajuelense      | 1:1 (1:0) | Olimpia            | Estadio Alejandro Morera Soto, Alajuela |  |
|                    | Wilson Muñoz 19' |           | Enrique Reneau 60' |                                         |  |

| 7 de marzo de 1999 | Aurora | 8:0 (4:0) | Walter Ferretti | Estadio Mateo Flores, Ciudad de Guatemala |  |
|                    | Dionel Bordón 12' · Diego de Rosa 19', 23', 38' · Andrés Rivera 66' · Danny Aguilar 75', 88' · Ricardo Gutiérrez 79' |           |                 |                                           |  |

| 7 de marzo de 1999 | FAS                             | 2:1 | Acros          | Estadio Óscar Quiteño, Santa Ana |  |
|                    | Miguel Mariano · Marlon Medrano |     | David McCauley |                                  |  |

| 11 de abril de 1999 | Acros          | 1:3 | Aurora                           | MCC Grounds, Ciudad de Belice |  |
|                     | David McCauley |     | Guillermo Almada · Danny Aguilar |                               |  |

| 11 de abril de 1999 | FAS                | 1:1 (0:1) | Alajuelense        | Estadio Óscar Quiteño, Santa Ana |  |
|                     | Miguel Mariano 62' |           | Hárold Miranda 33' |                                  |  |

| 15 de mayo de 1999 | Olimpia                                | 2:0 (1:0) | Acros | Estadio Olímpico Metropolitano, San Pedro Sula |  |
|                    | Marlon Hernández 40' · David Suazo 78' |           |       |                                                |  |

| 19 de mayo de 1999 | Aurora         | 1:3 (1:3) | FAS                                           | Estadio Mateo Flores, Ciudad de Guatemala |  |
|                    | Luis Pérez 31' |           | Vladimir Cubias 14' · Marlon Medrano 18', 36' |                                           |  |

| 21 de julio de 1999 | Olimpia                                     | 2:1 (1:0) | FAS                | Estadio Nacional de Tegucigalpa, Tegucigalpa |  |
|                     | Arnold Cruz 45' (pen.) · Denilson Costa 76' |           | Oscar Martínez 61' |                                              |  |

| 21 de julio de 1999 | Aurora       | 1:1 | Alajuelense  | Estadio Cementos Progreso, Ciudad de Guatemala |  |
|                     | Edgar Flores |     | Wilson Múñoz |                                                |  |

| 25 de julio de 1999 | Aurora                | 2:2 (2:1) | Olimpia                                      | Estadio Mateo Flores, Ciudad de Guatemala |  |
|                     | Diego de Rosa 8', 22' |           | Rodiney Martins 40' · Arnold Cruz 78' (pen.) |                                           |  |

| 25 de julio de 1999 | Alajuelense                | 7:0 | Acros | Estadio Alejandro Morera Soto, Alajuela |  |
|                     | Josef Miso · Desconocido/s |     |       |                                         |  |

| 1 de agosto de 1999 | Olimpia                                                                                | 4:1 (2:0) | Alajuelense           | Estadio Olímpico Metropolitano, San Pedro Sula |  |
|                     | Rodiney Martins 21' · Enrique Reneau 37' · Álex Pineda Chacón 74' · Denilson Costa 85' |           | Josef Miso 70' (pen.) |                                                |  |

| 1 de agosto de 1999 | Acros | 0:3 | FAS                             | MCC Grounds, Ciudad de Belice |  |
|                     |       |     | Marlon Medrano · Miguel Mariano |                               |  |

| 8 de agosto de 1999 | FAS | 1:1 | Alajuelense | Estadio Óscar Quiteño, Santa Ana |  |

| 8 de agosto de 1999 | Aurora | 5:0 | Acros | Estadio Mateo Flores, Ciudad de Guatemala |  |

| 15 de agosto de 1999 | Acros | 0:1 (0:1) | Olimpia          | MCC Grounds, Ciudad de Belice |  |
|                      |       |           | Edy Contreras 6' |                               |  |

| 15 de agosto de 1999 | FAS | - | Aurora | Estadio Óscar Quiteño, Santa Ana |  |

### Clasificación
| Equipo          | PJ | PG | PE | PP | GF | GC | Dif. | Pts. |
| --------------- | -- | -- | -- | -- | -- | -- | ---- | ---- |
| Olimpia         | 8  | 5  | 3  | 0  | 13 | 5  | +7   | 18   |
| Alajuelense     | 8  | 3  | 4  | 1  | 20 | 10 | +10  | 13   |
| Aurora          | 8  | 3  | 3  | 2  | 21 | 13 | +8   | 12   |
| FAS             | 8  | 3  | 2  | 3  | 12 | 9  | +3   | 11   |
| Walter Ferretti | 3  | 2  | 0  | 1  | 3  | 9  | -6   | 6    |
| Acros           | 9  | 0  | 0  | 9  | 3  | 26 | -23  | 0    |

## Ronda Final
Jugado en Honduras.

### Partidos
| 25 de agosto de 1999 | Saprissa                                        | 3:2 | Comunicaciones | Estadio Nacional de Tegucigalpa, Tegucigalpa |  |
|                      | Víctor Cordero · Gerald Drummond · Adrián Mahía |     | Desconocido/s  |                                              |  |

| 25 de agosto de 1999 | Olimpia                 | 2:0 (2:0) | Alajuelense | Estadio Francisco Morazán, San Pedro Sula |  |
|                      | Wilmer Velásquez 8' 38' |           |             |                                           |  |

| 27 de agosto de 1999 | Comunicaciones   | 1:3 (0:1) | Olimpia                                           | Estadio Nacional de Tegucigalpa, Tegucigalpa |  |
|                      | Allan Oviedo 85' |           | Wilmer Velásquez 31' 61' · Álex Pineda Chacón 76' |                                              |  |

| 27 de agosto de 1999 | Alajuelense | 0:0 | Saprissa | Estadio Nacional de Tegucigalpa, Tegucigalpa |  |

| 29 de agosto de 1999 | Olimpia              | 1:0 (0:0) | Saprissa | Estadio Nacional de Tegucigalpa, Tegucigalpa |  |
|                      | Wilmer Velásquez 59' |           |          |                                              |  |

| 29 de agosto de 1999 | Alajuelense                 | 3:0 | Comunicaciones | Estadio Nacional de Tegucigalpa, Tegucigalpa |  |
|                      | Edson Luiz · Harold Wallace |     |                |                                              |  |

### Clasificación
| Equipo         | PJ | PG | PE | PP | GF | GC | Dif. | Pts. |
| -------------- | -- | -- | -- | -- | -- | -- | ---- | ---- |
| Olimpia        | 3  | 3  | 0  | 0  | 6  | 1  | +5   | 9    |
| Alajuelense    | 3  | 1  | 1  | 1  | 3  | 2  | +1   | 4    |
| Saprissa       | 3  | 1  | 1  | 1  | 3  | 3  | 0    | 4    |
| Comunicaciones | 3  | 0  | 0  | 3  | 3  | 9  | -6   | 0    |

## Clasificados
| Bandera de Honduras | Bandera de Costa Rica | Bandera de Costa Rica |
| Olimpia             | Alajuelense           | Saprissa              |
| Campeón 2° Título   | Subcampeón            | Tercer puesto         |